# District de Châteauneuf-en-Thymerais
Pour les articles homonymes, voir District de Châteauneuf.
Le district de Châteauneuf-en-Thymerais est une ancienne division territoriale française du département d'Eure-et-Loir de 1790 à 1795.

## Composition
Il est composé des 6 cantons suivants :
- Canton de Châteauneuf-en-Thymerais[Cass 1] ;
- Canton de Brezolles[Cass 2] ;
- Canton de Courville-sur-Eure[Cass 3] ;
- Canton de La Ferté-Vidame[Cass 4] ;
- Canton de La Loupe[Cass 5] ;
- Canton de Senonches[Cass 6].